# Palazzo Comunale (Piombino)

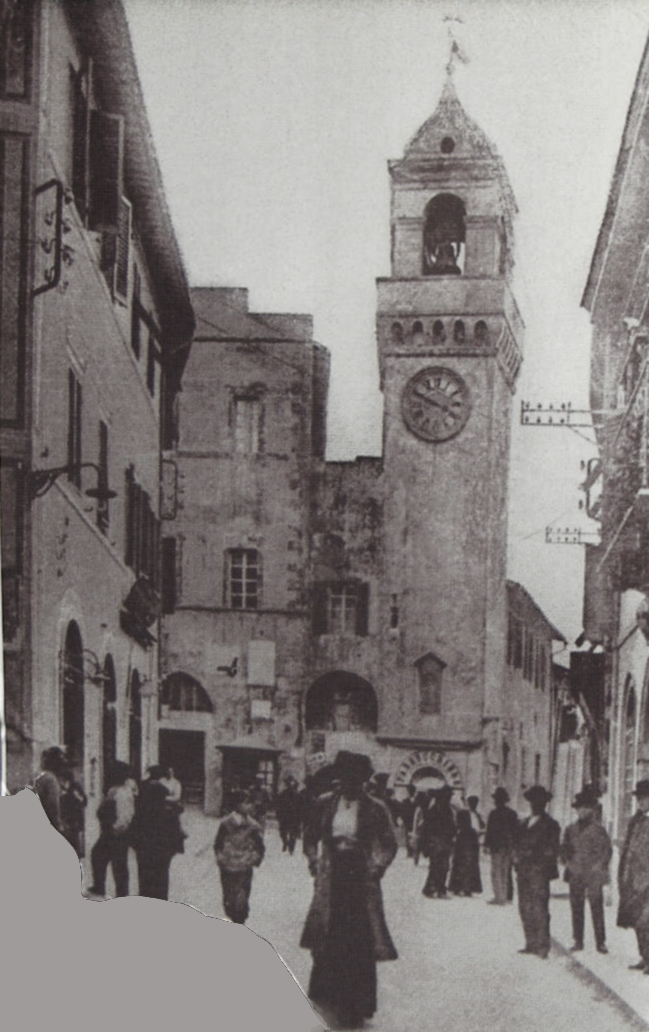
La Torre prima dei restauri novecenteschi

Il Palazzo Comunale di Piombino si trova in corso Vittorio Emanuele II, angola via Ferruccio, ed è affiancato dalla Torre dell'Orologio.

## Storia
Il nucleo originario del palazzo è di epoca duecentesca, quando si chiamava "palazzo dei Priori" o "della Comunità". Il palazzo attuale fu eretto nel 1444 da Nanni di Magio per volontà degli Anziani piombinesi che fino a quell'anno si riunivano nell'antico Palazzaccio, costruzione a noi non pervenuta situata probabilmente all'angolo con via "Trapalazzi", attuale via Giuseppe Garibaldi.
La torre risale al 1598. Il palazzo, così come la torre, fu oggetto di un pesante e contestato intervento di restauro nel 1933-1937 diretto dall'architetto senese Egisto Bellini.

## Architettura
Nella parete destra dell'atrio è incassata una colonna di epoca romanica, con fusto scanalato a spirale e capitello, mentre nella volta affrescata si trovano gli stemmi del Comune, degli Appiani, del Ludovisi e dei Buonconmpagni-Ludovisi.
La sala consiliare contiere un affresco nella lunetta sopra la porta d'ingresso raffigurante la Madonna con Bambino o Madonna del Latte, datata 1575 e attribuita al pittore senese Giovanni Maria Tacci. Alla sinistra dell'ingresso, una statua in marmo del XV secolo, opera dei maestri Ciolo e Marco da Siena, della scuola di Giovanni Pisano, raffigura sempre una Madonna con Bambino. Inoltre nella sala si trovano vari quadri raffiguranti i principi di Piombino e i Granduchi di Toscana, inseriti in una serie storica che va dal XVII al XIX secolo. Infine, completano la collezione della sala uno stemma degli Appiani e una testa leonina risalente probabilmente al XII secolo.

## La Torre dell'Orologio
La Torre dell'Orologio risale al 1598; il 20 gennaio di quell'anno infatti i Priori di Piombino ne affidarono al Maestro Francesco di Leone la costruzione. È composta da due piani rientranti
L'orologio e la campana bronzea risalgono agli inizi del XVII secolo; nella nicchia sopra il portale si trova la Madonna con Bambino il cui originale è all'interno del palazzo.